# Christendom College

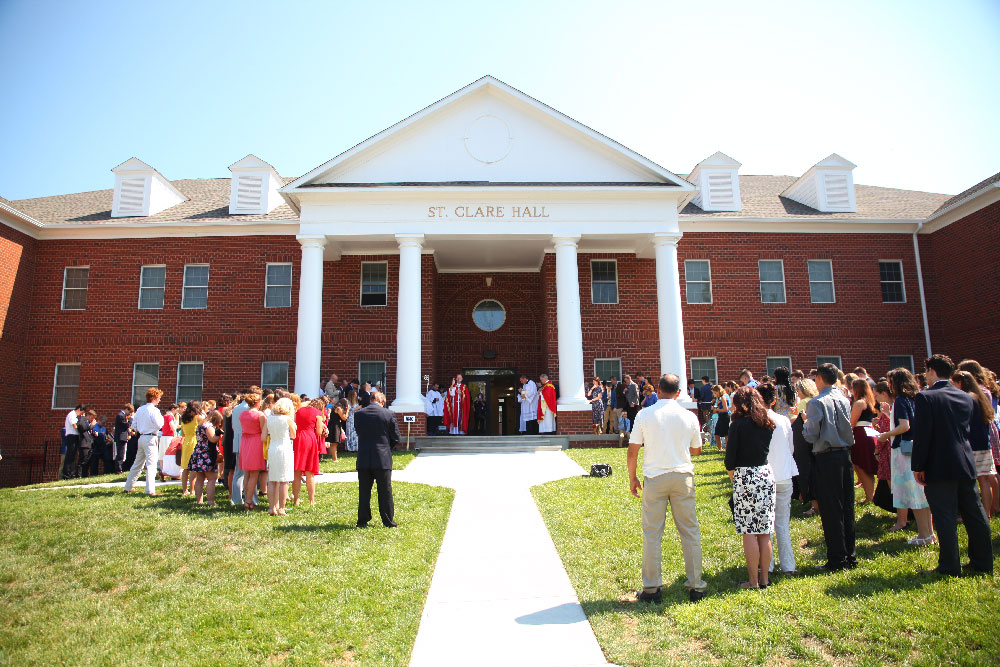
Résidence St. Clare's

Le Christendom College est un collège universitaire privé américain situé à Front Royal en Virginie dans la vallée de Shenandoah. Il est mentionné dans The Newman Guide to Choosing a Catholic College. L'établissement n'accepte pas de subsides de l'État fédéral, excepté pour le Yellow Ribbon GI Bill.

## Histoire

### Fondation

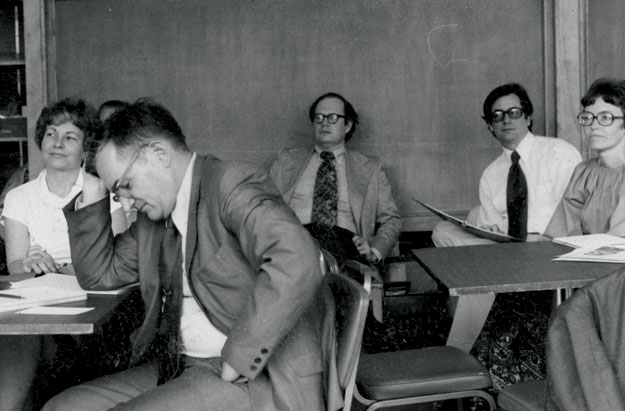
Réunion de fondation du Christendom College avec les premiers enseignants (1977)

Le Christendom College est fondé en 1977 par Warren Carroll (1932-2011) avec 50 000 dollars. Carroll, qui publiait des articles dans le magazine Triumph, décida de cette fondation à la suite de la conférence de Land O' Lakes en 1967. Il désirait le retour d'un enseignement catholique au niveau universitaire dans la ligne du magistère de l'Église. Carroll et quatre membres du corps enseignant, William Marshner, Jeffrey A. Mirus, Kristin (née Popik) Burns, et Raymund P. O'Herron, démarrèrent le collège dans une école élémentaire abandonnée de Triangle, en Virginie, avec 26 étudiants et cinq professeurs.
Carroll décida de ne pas recevoir de subsides de l'État, pour être indépendant, mais accepta dès le départ les dons de généreux bienfaiteurs. De même que pour le Hillsdale College, Carroll pensait que le gouvernement pouvait se mêler du programme de l'établissement et limiter sa liberté d'un point de vue religieux.
En 1997, Warren Carroll reconnut ce qu'il devait à la revue Triumph et à son fondateur L. Brent Bozell, Jr. dans un hommage posthume à ce dernier,,,.
En 1979, le collège acquit son campus actuel à Front Royal, avec vue sur la Shenandoah.

### Années 1980

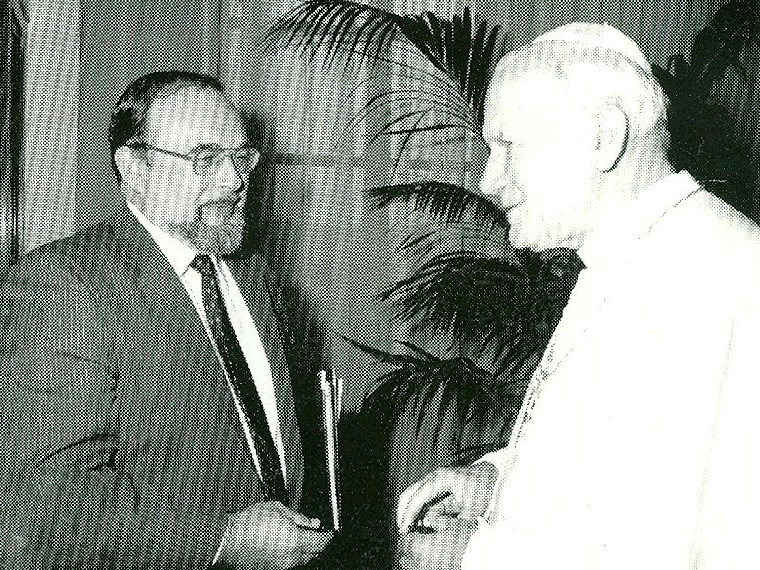
Le Dr Damian Fedoryka avec Jean-Paul II

Warren Carroll demeure le président de l'établissement jusqu'en 1985, lorsque le Dr Damian Fedoryka lui succède. Carroll y demeure comme professeur d'histoire dont il préside la chaire jusqu'à sa retraite en 2002. C'est sous la présidence du Dr Fedoryka que furent construits le Blessed Margaret Hall et le St. Joseph's Hall et le collège reçoit sa pleine accréditation en 1987. Ayant rencontré le pape, Fedoryka maintient les liens avec Rome. Jean-Paul II dira plus tard à Warren Carroll que le collège Christendom « fait une grande œuvre pour l'Église. ». Fedoryka démissionne en 1992 pour se consacrer à des cours donnés à l'université franciscaine de Steubenville et à l'Ave Maria College (plus tard Ave Maria University).

### Années 1990 à aujourd'hui

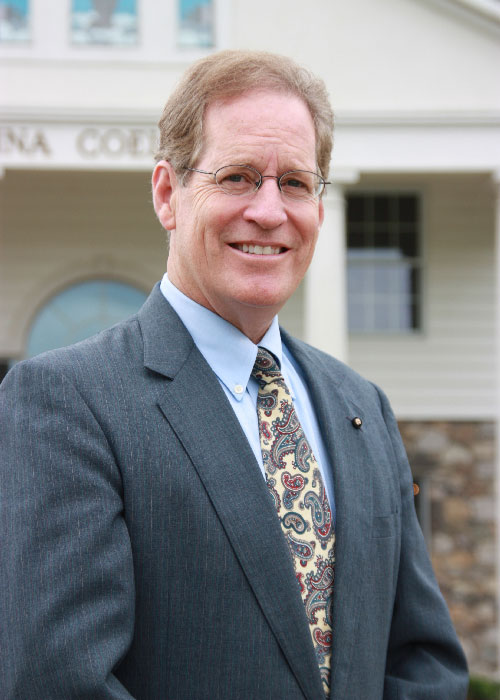
Timothy T. O'Donnell

En 1992, le Dr Timothy O'Donnell, qui est professeur à Christendom depuis 1985, est nommé président. Le nombre de bâtiments s'élève à plus de vingt sous sa présidence dont St. Lawrence Commons, St. Francis, St. Benedict, St. Catherine of Siena, et St. Clare Hall, le gymnase St. Louis, et la bibliothèque St. John the Evangelist. O'Donnell fait construite la nouvelle chapelle du Christ-Roi dont la construction commence en 1992 et se termine en 1995. De nombreux donateurs se joignent au projet. Elle est consacrée par le cardinal Schotte.

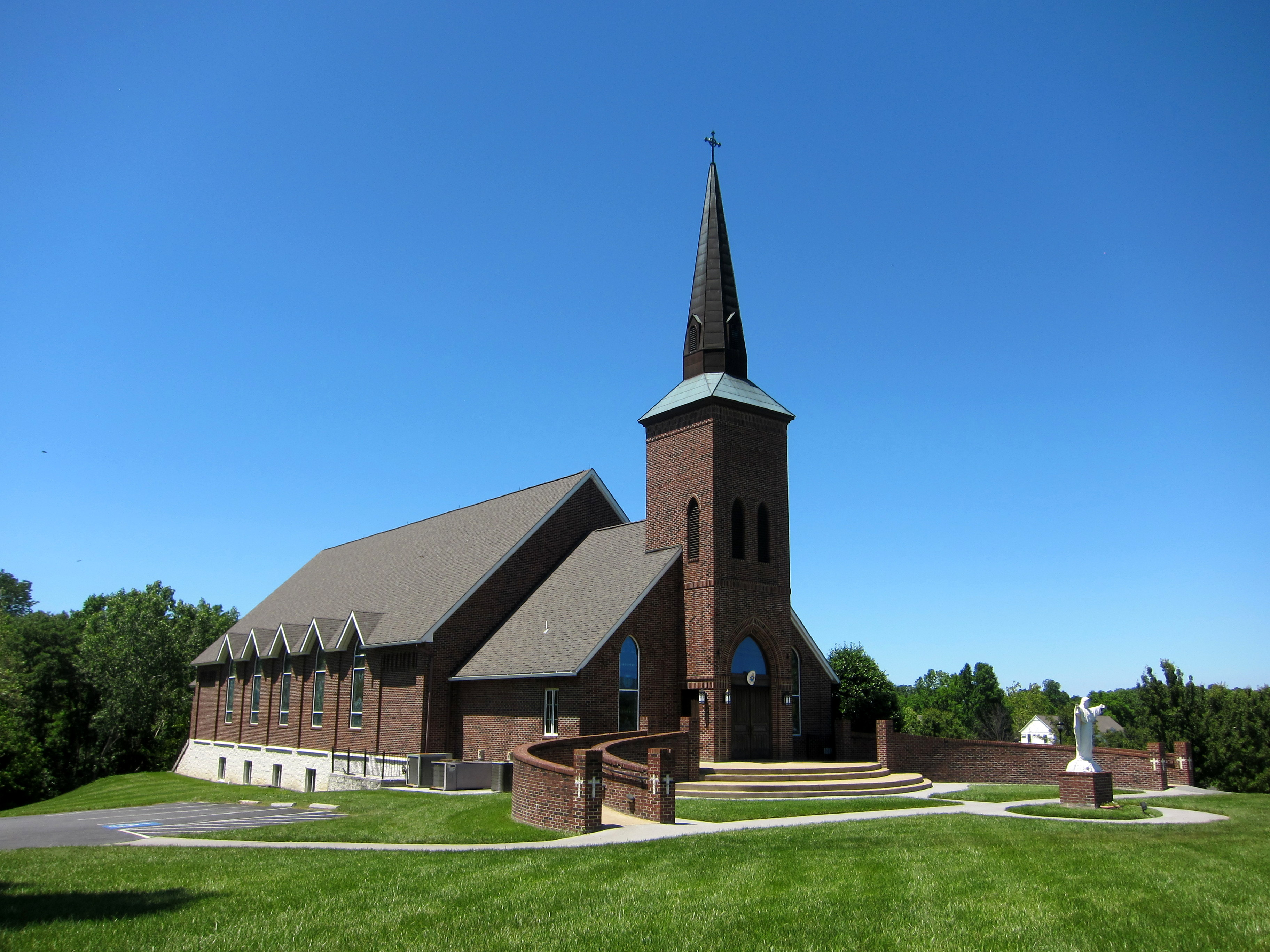
Chapelle du Christ-Roi

Le collège fait aussi l'acquisition du Notre Dame Institute, fondé en 1969. Cet institut devait au départ former des religieuses enseignantes, puis s'ouvrit au étudiants laïcs quelques années plus tard. Il fusionne en 1997 avec le collège Christendom pour en devenir son école de théologie. En 2002, le P. Saunders quitte son poste de doyen et le Dr Kristin Burns lui succède. C'est sous sa direction que l'école de théologie commence à proposer un Master of Arts en théologie en ligne. En 2002, c'est le démarrage du semestre des troisièmes années à Rome où les étudiants habitent près du Vatican en automne et au printemps, avec des voyages compris en Europe.
De 1992, l'effectif des étudiants est passé de 144 undergraduates à près de 500 étudiants, sans compter les étudiants graduates (post-licence). À l'automne 2012, le collège comptait 3 100 anciens élèves dont 2 194 avec des diplômes (A.A., B.A., ou M.A.).
Le collège compte un corps enseignant de 37 personnes à plein-temps, avec en plus des professeurs associés. Ils sont diplômés d'universités comme l'université Columbia, l'université Yale, University of Notre Dame, University of Virginia, l'université pontificale Saint-Thomas-d'Aquin, etc.
En 2018, le collège comptait 493 étudiants undergraduates et 67 étudiants graduates, 44 enseignants et 41 employés administratifs.

## Programmes universitaires
Le Christendom College dispose de deux écoles, l'une pour l'enseignement graduate (2e et 3e cycle) et l'autre pour l'enseignement undergraduate (1er cycle). Les étudiants undergraduates combinent des matières obligatoires en arts libéraux avec des matières qui composent leur domaine majeur d'étude (academic major). Les étudiants graduates peuvent choisir trois matières de théologie : théologie systématique, théologie morale, et catéchèse.

### Premier cycle (undergraduate college)
Tous les diplômés de premier cycle (undergraduate college) reçoivent un Bachelor of Arts dans l'une des matières majeures suivantes :
- Humanités classiques
- Économie (seulement mineure)
- Littérature anglaise
- Histoire
- Philosophie
- Science politique et économie
- Mathématiques
- Musique (seulement mineure)
- Science (seulement mineure)
- Théologie

### Notre Dame Graduate School
L'institut Notre-Dame du collège Christendom dispense des diplômes de 3e cycle (graduate studies), un Master of Sacred Theology (sacrée théologie).

### Rome
Le cursus de Rome permet aux étudiants junior (3e année) de compléter leurs études (THEO 301 théologie morale à l'automne; et THEO 302 apologétique au printemps), ainsi que de suivre des cours d'italien, d'art et d'architecture romaines et de culture générale sur l'Italie et Rome en particulier. Ce programme comprend aussi une semaine de pèlerinage à Assise et à Sienne et un voyage à Florence.

### Sport
Les étudiants peuvent pratiquer le rugby, le basket-ball, le cross country et le football pour les jeunes gens et le basketball, le football, le cross country, le volley-ball et le soft ball pour les jeunes femmes.